# Finders Keepers (videojuego de 1985)
 Finders Keepers es un videojuego de plataformas, acción y aventura de 1985 para la MSX, ZX Spectrum, Commodore 64, Commodore 16 y Amstrad CPC, desarrollado por David Jones y distribuido por Mastertronic. Es el primer juego de la serie Magic Knight. Fue publicado en el Reino Unido al precio de £1.99. 
En el ZX Spectrum vendió más de 117 000 copias y en todos los formatos de 8 bits más de 330 000 copias, por lo que es el segundo juego más vendido de Mastertronic después de BMX Racers.

## Trama
Magic Knight ha sido enviado al Castillo de Spriteland por el Rey de Ibsisima para encontrar un regalo especial para la Princesa Germintrude. En caso de que tenga éxito en su búsqueda, demostrará que es digno de unirse a la famosa "Mesa Poligonal", una referencia a la mítica Mesa Redonda de las leyendas del Rey Arturo. 

## Jugabilidad
La jugabilidad en Finders Keepers es marcadamente diferente de la de los juegos posteriores de Magic Knight, que son esencialmente aventuras gráficas con algunos elementos de plataforma. 
Finders Keepers es básicamente un juego de plataformas con algunas secciones de laberintos. El héroe comienza en la sala del trono del Rey y es teletransportado al castillo. El castillo se compone por dos áreas: salas con plataformas y dos grandes laberintos. En el ZX Spectrum, Amstrad CPC y MSX, estos son "Cold Upper Maze" y "Slimey Lower Maze"; en el Commodore 64 consisten en "The Castle Gardens" y "The Castle Dungeons". 
Una parte adicional del juego es la capacidad de recolectar objetos (que se encuentran tanto en las habitaciones como en los laberintos) dispersos por el castillo, los cuales pueden ser vendidos por dinero. Algunos de estos objetos pueden combinarse para crear un objeto de mayor valor (por ejemplo, la barra de plomo y la piedra filosofal se combinan para crear una barra de oro). Tanto la cantidad de dinero que lleva Magic Knight como el valor de los objetos en su inventario se muestran en la pantalla. La compra y venta de objetos se realiza con los distintos comerciantes que viven en el castillo. 
El Castillo de Spriteland está lleno de criaturas peligrosas que habitan en sus numerosas habitaciones, así como en sus laberintos. Si Magic Knight pierde toda su fuerza, pierde una de sus cuatro vidas. 

## Recepción
Zzap! 64 quedó impresionado con el juego que lo describió como una "pequeña obra maestra" y "otro producto de calidad de Mastertronic". Se le dio una calificación general del 90%.

## Legado
Finders Keepers fue seguido por otros tres juegos de Magic Knight. Estos son Spellbound (publicado en 1985), Knight Tyme (publicado en 1986) y Stormbringer (publicado en 1987). 